# Jacqueline du Pré
Jacqueline Mary du Pré, angleška čelistka, nosilka reda Britanskega imperija, 26. januar 1945, Oxford, Anglija, † 19. oktober 1987.
V Oxfordu rojeno glasbenico so razglasili za eno največjih čelistk vseh časov. Njeno sijajno kariero je prekinila bolezen. Multipla skleroza je botrovala tudi njeni mnogo prerani in tragični smrti.

## Zgodnja leta
Mlajša hči bogate, omikane in tekmovalne družine du Pré je bila stara štiri leta, ko je prvič na radiu slišala violončelo. Od tistega trenutka jo je instrument nenehno spremljal na njeni življenjski poti. Njena prva učiteljica je bila kar njena mati, Iris du Pré, ki ji je kupila violončelo, ki je bil precej večji od drobnega dekletca. Dve leti pozneje so jo vpisali v glasbeno šolo v Londonu, kjer so ji v roke potisnili instrument, primeren njeni velikosti. Pozneje se je z nasmehom spominjala, kako užaljena je bila ob tem dogodku in kako jo je po drugi strani spodbodel, da je še bolj zagrizeno igrala. Kmalu se je skupaj s starejšo sestro začela udeleževati tekmovanj. Pri desetih letih je prejela nagrado na mednarodnem tekmovanju, pri dvanajstih pa je že koncertirala za BBC v Londonu. Njen učitelj je bil William Pleeth v Guildhall School of Music and Drama v Londonu, v Parizu je za njen razvoj skrbel Paul Tortelier, v Rusiji Mstislav Rostropovič, v Švici pa Pablo Casals.

## Kariera
V svoji karieri je nastopila z mnogimi vrhunskimi orkestri in solisti. Še posebno je znan njen znameniti posnetek Elgarjevega koncerta iz leta 1961, ki ga je odigrala z Londonskim simfoničnim orkestrom in ki ji je prinesel mednarodno slavo. Koncert je odigrala na svojem prvem Stradivariju, imenovanem Davidov, ki ga je Antonio Stradivari izdelal leta 1712. Podarila ji ga je njena občudovalka in botra Ismena Holland. Posnetek iz leta 1965 pod taktirko sira Johna Barbirollija je prav tako priznan. Poročena je bila z dirigentom in pianistom Danielom Barenboimom. 14. maja 1965 je debitirala v Carnegie Hallu v ZDA z Elgarjevim koncertom, s katerim je zaslovela širom po svetu.
Njeno prijateljstvo z Itzhakom Perlmanom, Zubinom Mehto in Pinchasom Zukermanom ter zakon z Barenboimom je pripeljal do znamenitega filma Christopherja Nupena Postrv, v katerem so posnete priprave in izvedba Schubertovega komornega kvinteta; peterica si je v šali nadela ime Judovska glasbena mafija.

## Nagrade
Jacqueline je prejela več častnih mest na glasbenih akademijah in častnih doktoratov na univerzah kot znak priznanja njene nadarjenosti. Leta 1960 je prejela zlato priznanje londonske Guildhall School of Music and Drama in kraljičino nagrado za britanske glasbenike. Leta 1976 ji je bil podeljen red Britanskega imperija, eno najvišjih britanskih priznanj.

## Poroka
Jacqueline je spoznala pianista Daniela Barenboima na božič leta 1966. Njuna poroka leto pozneje je ustvarila eno najbolj plodnih zvez v svetu glasbe, s katerim je za nekatere primerljiva le zveza med Claro in Robertom Schumannom. Dokaz za to trditev so bili mnogi skupni nastopi, v katerih je Barenboim nastopal bodisi kot pianist ali kot dirigent orkestra. Za poroko je Jacqueline sprejela judovsko vero.
Jacquelinina sestra Hilary je bila poročena z dirigentom Christopherjem »Kifferjem« Finzijem, s katerim je imela Jacqueline zunajzakonsko razmerje. Po pričevanjih Hilary in njunega brata Piersa v knjigi A Genius in the Family (v Ameriki je izšla pod naslovom Hilary and Jackie) je do razmerja prišlo s Hilaryjino privolitvijo. Tako je hotela pomagati Jacqueline skozi težavno obdobje, v katerem je kazala samomorilska nagnjenja in skoraj doživela živčni zlom. Po pričevanju naj bi Jacqueline rotila sestro, naj ji dovoli spati s Kifferjem, da bo lahko vsaj za trenutek živela kot navadni smrtniki, ne le kot slavna osebnost. Leta 1999 sta otroka Kifferja in Hilary javno kritizirala materino pričevanje in razkrila drugačno različico dogodkov. Po njunih besedah je bil njun oče nepoboljšljiv ženskar, ki je zapeljal čustveno ranljivo Jacqueline, da bi potešil svoj nenasitni ego.
Film Ananda Tuckerja Hilary and Jackie (1988) temelji na knjigi A Genius in the Family.

## Bolezen
Leta 1973 je počasi, vendar nezadržno začel izginjati strastni zvok Jacquelininega violončela, saj je začela izgubljati občutek v prstih. To so bili prvi znaki multiple skleroze, bolezni, ki je nezadržno napredovala in 19. oktobra 1987 pripeljala do njene smrti v starosti 42 let. Barenboim je bil z njo, ko je umrla. Njen znameniti Davidov je na njeno željo podedoval Yo-Yo Ma.
V zadnjih letih njenega življenja si je Barenboim s pianistko Eleno Baškirovo ustvaril dom v Parizu. Poročila sta se leta 1988.